# أبو فرج الليبي
أبو فرج الليبي أو دكتور توفيق هو اسم مستعار لليبي وعضو بارز في تنظيم القاعدة ويعتقد أن اسمه الحقيقي هو مصطفى فرج محمد محمد مسعود الجديد العزيبي وكان قد اعتقل من قبل الاستخبارات الداخلية الباكستانية في 2 مايو 2005، في ماردان 48 كم إلى الشمال من بيشاور بعد أن عرضت الحكومة الباكستانية مكافأة قدرها 340 ألف دولار لمن يعطي معلومات تؤدي إلى اعتقاله.
منذ سبتمبر 2006، تم ايداع الليبي في معتقل غوانتانامو بعد أن كان محجوز في معتقلات سرية ووفقا لمدير الاستخبارات الأمريكية فقد كان الليبي الثالث في قيادة تنظيم القاعدة، وهو أحد المتهمين بمحاولة اغتيال برويز مشرف عام 2003.